# Nestelbach bei Graz
Nestelbach bei Graz é um município da Áustria, situado no distrito de Graz-Umgebung, na estado da Estíria. Tem 27,34 km² de área e sua população em 2019 foi estimada em 2.656 habitantes.